# Archiv für die Geschichte des Sozialismus und der Arbeiterbewegung
Das Archiv für die Geschichte des Sozialismus und der Arbeiterbewegung wurde von Carl Grünberg begründet und von 1911 bis 1930 herausgegeben.
Das Grünberg-Archiv erschien zunächst dreimal jährlich, später nur noch als Jahrbuch. Ab 1923/24 war es gleichzeitig die Zeitschrift des Instituts für Sozialforschung. Nach einem Schlaganfall im Januar 1928 wurde das Archiv administrativ von Friedrich Pollock geleitet und wissenschaftlich von Horkheimer betreut. Ab 1931 schloss die von Max Horkheimer herausgegebene Zeitschrift für Sozialforschung an.
Eine Vorgängerzeitschrift war die Zeitschrift für Social- und Wirtschaftsgeschichte, die von Grünberg zusammen mit Stephan Bauer und Ludo Moritz Hartmann mit den Jahrgängen 1893 bis 1900 in Leipzig und Berlin herausgegeben wurde. Stephan Bauer und Ludo Moritz Hartmann gründeten allerdings 1903 gemeinsam mit Georg von Below die Vierteljahrschrift für Social- und Wirtschaftsgeschichte (VSWG), die sich ihrerseits der Sozialgeschichte widmete, im Leipziger Verlag C.L. Hirschfeld erschien, und noch heute existiert. Stephan Bauer publizierte aber auch weiterhin im Grünberg-Archiv.